# Dansk Muslimsk Union
Dansk Muslimsk Union (forkortet DMU) er en dansk muslimsk paraplyorganisation, som forsøger at samle muslimske foreninger og organisationer i Danmark. Formålet med foreningen er at skabe et fælles organ for en lang række muslimske foreninger, fremme integrationen og dæmme op for ekstremisme. Organisationen er indtil videre udelukkende sammensat af sunnitiske medlemsforeninger.

## Historie
I 2004 blev der nedsat en arbejdsgruppe, som skulle undersøge mulighederne for et samarbejdsorgan, der kunne styrke et fælles fodslag fra den muslimske befolkning i Danmark. I 2005 blev der afholdt den første konference og 24. september samme år afholdte man konferencen "Sikkerhed og samarbejde", hvor det britiske Muslim Council of Britain deltog sammen med danske politikere og myndigheder.
Dansk Muslimsk Union blev officielt stiftet den 29. marts 2008 i Bella Center.

## Medlemmer
Ved stiftelsen bestod Dansk Muslimsk Union af følgende seks organisationer med tilsammen 30 foreninger under sig:
- Dansk Islamisk Råd (arabisk)
- Sammenslutningen af Muslimske Indvandrerforeninger i Danmark (DMGT) (tyrkisk)
- Islamisk Videns- og Informations Center (IVIC) (blandet etnicitet)
- Minhaj-ul-Quran (pakistansk)
- Somalisk Ungdoms- og Kulturforening (somalisk)
- Det Islamiske trossamfund af Bosniakker i Danmark (IZBD) (bosnisk)